# Maison du gouverneur de Mayotte
Pour les articles homonymes, voir Maison du Gouverneur.
Lancienne résidence des Gouverneurs est également l'ancien hôtel de préfecture situé sur le rocher de Dzaoudzi, à Mayotte. Elle accueille d'abord les administrations coloniales, elle-même placé sous l’autorité du Gouverneur général de la Réunion ou de Madagascar. Elle sera occupée par les services de l’État à partir des années 1970.
L'édifice est classé au titre des monuments historiques.

## Histoire
La résidence est créée à l'emplacement de l'ancien palais du sultan Andriantsoly (pangahari) détruit en 1845. Une première maison-modèle voit le jour à cette date puis un nouveau bâtiment entièrement importée en kit depuis la métropole est édifié entre 1891 et 1892 : elle est construite par les ateliers Moisant, atelier spécialisé dans les constructions à ossature métallique et concurrent d'Eiffel.
Un violent cyclone en 1953 balaye l'île et abîme fortement les murs. La bâtisse sera alors laissée à l'abandon avant que la Légion étrangère occupe les lieux en 1970 avec des restaurations sommaires.
En 1998, la maison du gouverneur de Petite-Terre croule sous le poids d’une végétation luxuriante. Trois ans après, un chantier de rénovation et de reconstruction à l’identique est mené et la résidence coloniale retrouve ses belles couleurs d’antan. 
La résidence, avec les deux longères datant de 1851 et 1857 ainsi que les trois canons dont le plus ancien date de 1813 et les six réverbères, sont d'abord inscrits au titre des Monuments historiques par arrêté du 5 novembre 2012. Un arrêté de classement signé le 25 mars 2015 se substitue à l'arrêté d'inscription.
Le conseil départemental de Mayotte envisage de faire de la résidence le bâtiment central du Musée de Mayotte (MuMA) afin d’y exposer une partie des collections consacrées à la préservation et à la valorisation du patrimoine naturel et culturel mahorais. 
Le bâtiment est retenu en 2023 pour figurer sur la liste des sites emblématique du loto du patrimoine